# Röplabda az 1980. évi nyári olimpiai játékokon
Az 1980. évi nyári olimpiai játékokon a röplabdatornákat július 20. és 31. között rendezték. A magyar női röplabda-válogatott negyedik helyezést ért el.

## Éremtáblázat
(A rendező ország csapata eltérő háttérszínnel, az egyes számoszlopok legmagasabb értéke vagy értékei vastagítással kiemelve.)
| Az 1980. évi nyári olimpiai játékok éremtáblázata röplabdában | Az 1980. évi nyári olimpiai játékok éremtáblázata röplabdában | Az 1980. évi nyári olimpiai játékok éremtáblázata röplabdában | Az 1980. évi nyári olimpiai játékok éremtáblázata röplabdában | Az 1980. évi nyári olimpiai játékok éremtáblázata röplabdában | Olimpia  |
| ------------------------------------------------------------- | ------------------------------------------------------------- | ------------------------------------------------------------- | ------------------------------------------------------------- | ------------------------------------------------------------- | -------- |
|                                                               | Ország                                                        | Arany                                                         | Ezüst                                                         | Bronz                                                         | Összesen |
| 1.                                                            | Szovjetunió (URS)                                             | 2                                                             | 0                                                             | 0                                                             | 2        |
| 2.                                                            | Bulgária (BUL)                                                | 0                                                             | 1                                                             | 1                                                             | 2        |
| 3.                                                            | NDK (GDR)                                                     | 0                                                             | 1                                                             | 0                                                             | 1        |
| 4.                                                            | Románia (ROU)                                                 | 0                                                             | 0                                                             | 1                                                             | 1        |
|                                                               |                                                               |                                                               |                                                               |                                                               |          |
| Összesen                                                      | Összesen                                                      | 2                                                             | 2                                                             | 2                                                             | 6        |

## Érmesek

### Férfi torna
| Az 1980. évi nyári olimpiai játékok érmesei férfi röplabdában | Az 1980. évi nyári olimpiai játékok érmesei férfi röplabdában | Az 1980. évi nyári olimpiai játékok érmesei férfi röplabdában | Az 1980. évi nyári olimpiai játékok érmesei férfi röplabdában |
| --- | --- | --- | ------------------------------------------------------------- |
| Arany | Ezüst | Bronz |                                                               |
| Szovjetunió (URS) | Bulgária (BUL) | Románia (ROU) |                                                               |
| Vlagyimir Csernisov Vlagyimir Dorohov Alekszandr Jermilov Vlagyimir Kondra Valerij Krivov Fegyir Lascsonov Viljar Loor Oleh Moliboha Jurij Pancsenko Alekszandr Szavin Pāvel Szeļivanov Vjacseszlav Zajcev | Jordan Angelov Dimitar Dimitrov Sztefan Dimitrov Sztojan Guncsev Hriszto Iliev Petko Petkov Kaszpar Szimeonov Hriszto Sztojanov Mitko Todorov Cano Canov Emil Valcsev Dimitar Zlatanov | Marius Căta-Chiţiga Valter Chifu Laurenţiu Dumănoiu Günther Enescu Dan Gîrleanu Sorin Macavei Viorel Manole Florin Mina Corneliu Oros Nicolae Pop Constantin Sterea Nicu Stoian |                                                               |

### Női torna
| Az 1980. évi nyári olimpiai játékok érmesei női röplabdában | Az 1980. évi nyári olimpiai játékok érmesei női röplabdában | Az 1980. évi nyári olimpiai játékok érmesei női röplabdában | Az 1980. évi nyári olimpiai játékok érmesei női röplabdában |
| --- | --- | --- | ----------------------------------------------------------- |
| Arany | Ezüst | Bronz |                                                             |
| Szovjetunió (URS) | NDK (GDR) | Bulgária (BUL) |                                                             |
| Jelena Ahaminova Jelena Andrejuk Szvetlana Badulina Ljudmila Csernisova Ljubov Kozireva Ligyia Loginova Irina Makogonova Szvetlana Nyikisina Larisza Pavlova Nagyezsda Radzevics Natalja Razumova Olga Szolovova | Katharina Bullin Barbara Czekalla Brigitte Fetzer Andrea Heim Ute Kostrzewa Heike Lehmann Christine Mummhardt Karin Püschel Karla Roffeis Martina Schmidt Annette Schultz Anke Westendorf | Verka Boriszova Cvetana Bozsurina Roszica Dimitrova Tanya Dimitrova Maja Georgieva Margarita Geraszimova Tanya Gogova Valentina Ilieva Rumjana Kaiseva Anka Hrisztolova Szilvija Petrunova Galina Sztancseva |                                                             |